# Тригонометрична нивелация
Тригонометричната нивелация е метод за определяне превишения чрез измерване и изчисление на надморски височини на точки от земния релеф. Извършва се чрез измерване на зенитни (вертикални) ъгли и разстояния. В изчислението измерените резултати и известните на оператора - геодезист височина на измервателния инструмент и височина на сигнала на визираната точка (геодезическа веха или отчета по средната нишка на оптическия инструмент от латата), са базата данни за установяване на превишението.

## Принцип на измерването
За да се определи разликата в надморската височина на две точки – станцията т. А и т. В (т.е. да се определи превишението им), с метода тригонометрична нивелация се прави измерване на вертикалния ъгъл α (от хоризонталната равнина при оста на тръбата към визираната посока). Прилагат се формулите:
D = (sinα x d) + hi – hm + f, или още
D = (tgα x d1) + hi – hm + f, или още
D = (cotgZ x d1) + hi – hm + f, където
- D – превишение между двете точки;

- d – разстояние между двете точки;

- d1 – разстояние между двете точки, проектирано в хоризонталната равнина;

- α – измерен вертикален ъгъл;

- Z – зенитен ъгъл (т.е. Z=90-α);

- hi – височина на инструмента (от точката на земната повърхност до оста на зрителната тръба на измервателния инструмент);

- hm – височина на сигнала в т. В (веха или отсечка от латата);

- f поправка на превишението hAB заради влиянието на кривината на земята. Изчислява се с формулата:

f = d12.(1-k) / 2R, където
- k = 0,101 – рефракционна константа;

- R – среден радиус на земята, приет за R = 6381 km.

Стойностите на f при дължини до 300 метра са много малки и може да се пренебрегнат при изчисляването на превишението.

## Приложение
Метода на тригонометричната нивелация се използва за определяне на височините на опорни триангулачни точки или такива за нуждите на фотограметрията. За получаване на по-точни резултати за надморската височина на една точка се правят измервания от повече точки, както и такива от визираната точка към тези, от които вече е определена височината ѝ. Измерванията се извършват с теодолити или тахиметри. По този метод се изчисляват (еднократно) височините на характерните точки от релефа при мензулна или тахиметрична снимка

## Норми за точност
Разликата между изчислените осреднени стойности надморска височина на измерваната точка в посока „напред“ и „назад“, не трябва да превишава 0,20 m на разстояние D до 2 km. Разликата при осреднените стойности на отделните изчисления от или към дадената точка, не трябва да са по-големи от 0,25 m.